# Centrale nucléaire de Trino Vercellese
La centrale nucléaire de Trino Vercellese, a été construite en Italie à Trino Vercellese, avait également reçu le nom de Enrico Fermi.
Cette centrale était du type REP (réacteur à eau pressurisée).
Elle avait une puissance de 260 MWe et a été exploitée de 1964 à 1990. 
Elle a été arrêtée à la suite du référendum sur l'arrêt de l'industrie nucléaire en novembre 1987.